# Heliocentrikus pálya

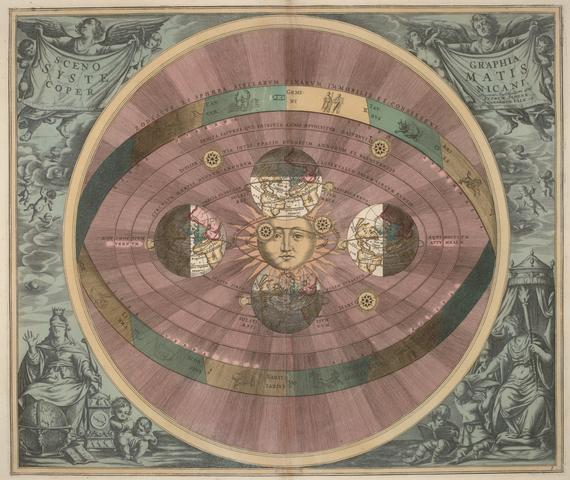
Andreas Cellarius: Harmonia Macrocosmica - A Naprendszer ábrázolása 1660-ban

Heliocentrikus pályának nevezzük az olyan égi mechanikai pályát, melynek egyik fókuszpontjában a Nap van.
A heliocentrikus pálya általában ellipszis (vagy annak speciális esete: kör, mint a Föld esetén is) - az üstökösök, meteoroidok pályája a mozgási energiájuk függvényében különböző kúpszelet - ellipszis, parabola, hiperbola - lehet.